# Port PS/2
Pour les articles homonymes, voir PS2.

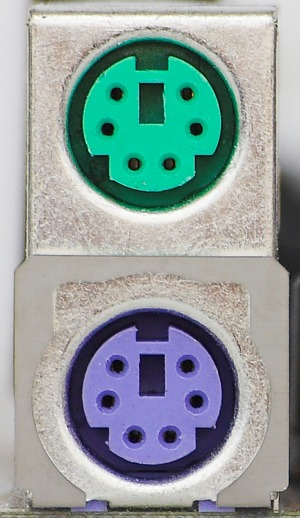
Ports PS/2 sur une carte mère ATX.

Le port PS/2 (sigle de Personal System/2) est un port de dimensions réduites pour claviers et souris d'ordinateurs PC. Il utilise un connecteur Hosiden à 6 broches, improprement désigné comme « Mini-DIN ».

## Origine de la connectique
Parmi la totalité des normes allemandes brevetées DIN (Liste der DIN-Normen) et définies conformément au cahier des charges du « Deutschen Instituts für Normung » (Institut allemand de normalisation), aucun format de diamètre 9,5 mm n'est référencé.
Le fabricant à l'origine de ce format de prise miniaturisée est la société japonaise Hosiden, fabricant spécialiste de connectiques notamment vidéo et informatiques, dont la désignation est souvent écrite ou prononcée « Ushiden »; La confusion provient de la forme circulaire très ressemblante avec les prises DIN dont le diamètre est de 13,2 mm, destinées originellement à l'audio, très en vogue durant les années 1960 à 1980, particulièrement en Europe. Cependant depuis les années 1990, la dénomination « Mini-DIN » subsiste toujours, au lieu de la référence au fabricant japonais.
En 2023, on peut toujours trouver au catalogue du fabricant, les références de ce format parmi ses connectiques qu'il produit et commercialise.

## Historique
Il apparaît avec certaines consoles de jeu produites aux japon, certains ordinateurs IBM PS/2 et Apple Macintosh à partir de 1986. Cependant, le port PS/2 se généralise une dizaine d'années plus tard, avec l'introduction de la norme ATX pour cartes mères en 1995.
Antérieurement, le clavier devait être connecté sur un connecteur DIN, tandis que la souris devait être connectée généralement sur un port série ; ces deux connecteurs sont devenus obsolètes avec la généralisation du port PS/2 puis de l'USB.
En 2013, la plupart des cartes mères commercialisées disposent encore de ports PS/2. Bien que de nombreux claviers et souris utilisent désormais le port USB, ils permettent notamment néanmoins de ne pas occuper deux ports USB pour le clavier et la souris. Dans ce but, il est parfois possible d'utiliser un adaptateur USB vers PS/2, ou encore des claviers et souris sans fil (technologie Bluetooth) dont le récepteur n'occupe pour les deux périphériques qu'un seul port USB.

### Brochage

Connecteur Hosiden à 6 broches femelle.

Brochage des connecteurs Hosiden dédiés aux claviers et souris PS/2, :
- Broche 1 : Données, fil rouge ou vert
- Broche 2 : Réservé, fil vert[7]
- Broche 3 : 0V (référentiel), fil blanc
- Broche 4 : +5V, fil jaune
- Broche 5 : Horloge, fil noir
- Broche 6 : Réservé, fil bleu[7]

### Précaution
Il est fortement déconseillé de brancher ou débrancher « à chaud » du matériel sur un port PS/2.
Il est également déconseillé de brancher la souris sur le port dédié au clavier ou inversement. C'est pourquoi les connecteurs des cartes mères ATX (standard créé en 1995) et des périphériques font appel à un code couleurs : violet pour le clavier et vert pour la souris. Avant 1995, la prise du clavier était au format PS/1 (comme une PS/2 mais grand format)  et la souris était branchée soit sur le port série, soit sur un port dédié sur la "carte vidéo" à côté du port VGA. Le montage des PC était généralement effectué par des  professionnels.[réf. nécessaire]

### Cas particulier de Linux
En cas de dysfonctionnement du port PS/2 réservé au clavier, le système d'exploitation Linux supporte la connexion et la gestion du clavier sur le port PS/2 en principe réservé à la souris.